# Colin Webster (Musiker)

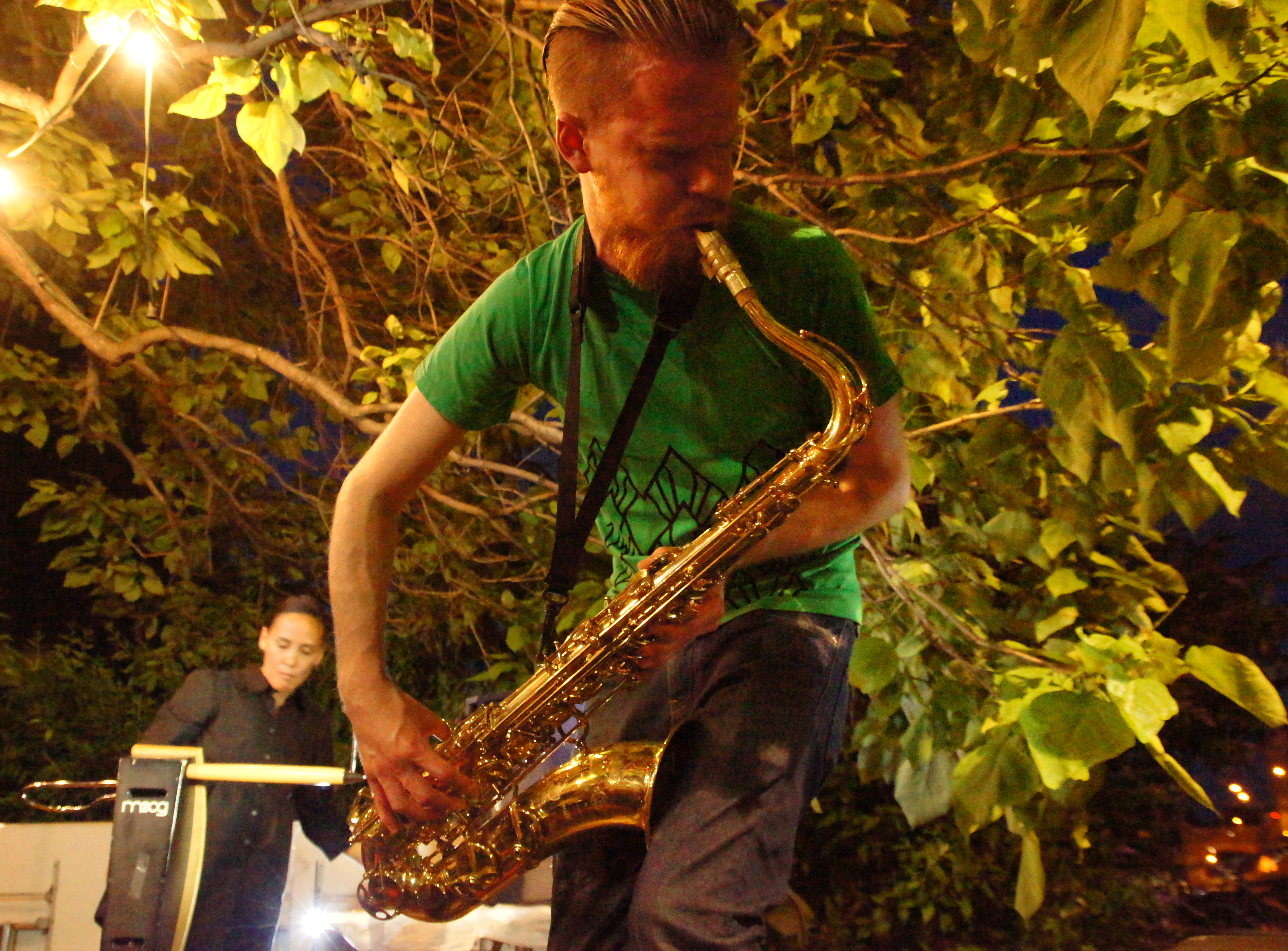
Colin Webster (2013) in Wien

Colin Webster (* um 1980) ist ein britischer Experimental- und Improvisationsmusiker (Tenorsaxophon, Baritonsaxophon, Elektronik).

## Leben und Wirken
Webster wuchs in Swindon auf und erhielt in jungen Jahren zunächst Klavierunterricht, bevor er mit etwa 14 Jahren zum Saxophon wechselte. Neugierig auf verschiedene Musikstile wie Rave, Heavy Metal und Brit-Pop kam er schließlich zum Jazz, nachdem er Sonny Rollins’  Saxophone Colossus in der Sammlung seines Vaters gefunden hatte. Von seinem Lehrer Gary Bamford lernte er Jazztheorie und Improvisation und begann, sich ernsthafter mit Jazzartigem zu beschäftigen, u. a. mit John Zorns The Big Gundown (1986) oder Funkadelic. Mit 18 Jahren zog er nach London, um am Goldsmiths College Musik zu studieren; dabei fing er an, sich vermehrt für improvisierte Musik und Free Jazz zu interessieren.
In den 2000er-Jahren gehörte er der Anthony Joseph Spasm Band an. Seitdem etablierte sich Webster in der europäischen Avantgarde-Szene; er arbeitete mit einigen Schlüsselfiguren der improvisierten und experimentellen Musik wie David Birchall, Andrew Cheetham, John Dikeman, Graham Dunning, Mark Holub, Charlotte Keeffe, Dirk Serries, Daniel Thompson, Martina Verhoeven und Otto Willberg zusammen und „ist dafür bekannt, mit extremen Klangpaletten zu arbeiten – von minimal bis maximal, und dabei ständig Grenzen zu überschreiten“, hieß es in All About Jazz.
Mit Dirk Serries (Gitarre) und Andrew Lisle (Schlagzeug) bildete 2015 Webster das Kodian Trio, mit einem ersten Auftritt im Londoner Cafe Oto und drei Alben in der Folge. Weiterhin gehörte er den Formationen Saxoctopus (u. a. mit Julie Kjær, Sam Andreae, Rachel Musson, Cath Roberts), Dead Neanderthals, Sex Swing und Wart Biter an. Zudem legte er eine große Reihe von Solo- und kollaborativen Musikproduktionen vor, darunter First Meeting mit seinem Large Ensemble.
Auf dem Soloalbum Vs Amp (2022) spielte Webster sein Saxophon über den Fender Twin Reverb und Bassman-Verstärker; hierzu schrieb Noel Gardner in The Quietus: „Das ist Musik, die nicht an Regeln oder Einschränkungen gebunden ist, für Hörer und Künstler gleichermaßen.“ Webster sei ein gutes Beispiel für jemanden, der sich ständig auf der Schwelle zwischen beiden Vorstellungen von Free Jazz und freier Improvisation befinde.